# Pilani

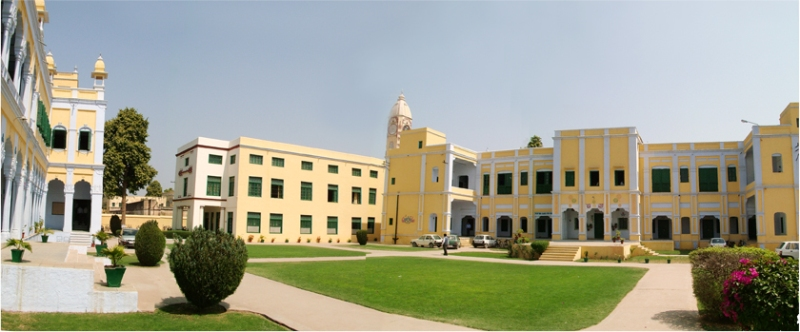
Institute of Technology and Science

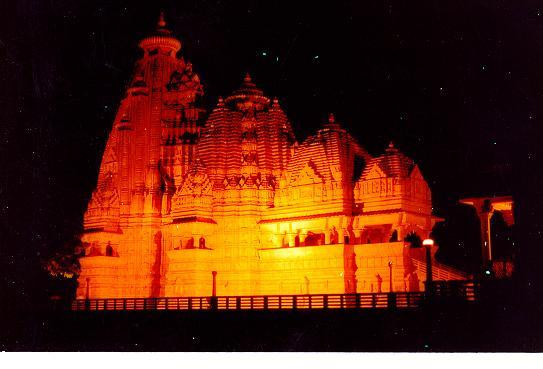
Sarasvati-Tempel

Pilani (Hindi: पिलानी) ist eine ca. 40.000 Einwohner zählende Stadt im indischen Bundesstaat Rajasthan. Ihr Name leitet sich von einem Kämpfer einer örtlichen Gotra ab, der einst bei der Verteidigung des Ortes starb. 

## Lage
Pilani liegt im Nordosten des Distrikts Jhunjhunu nahe der Grenze zum Bundesstaat Haryana in einer Höhe von ca. 295 m ü. d. M. Die Entfernung nach Jaipur beträgt ca. 200 km (Fahrtstrecke) in südlicher Richtung; die indische Hauptstadt Delhi ist ebenfalls ca. 200 km in östlicher Richtung entfernt. Das Klima ist meist trocken und heiß; der geringe Niederschlag von unter 400 mm/Jahr fällt nahezu ausschließlich in den sommerlichen Monsunmonaten.

## Bevölkerung
Offizielle Bevölkerungsstatistiken werden erst seit 1991 geführt und veröffentlicht. Der starke Anstieg der städtischen Bevölkerungszahlen beruht im Wesentlichen auf der Zuwanderung von Familien aus dem Umland.
| Jahr      | 1991   | 2001   | 2011   |
| Einwohner | 21.430 | 26.224 | 29.741 |

Etwa 92 % der Einwohner sind Hindus und gut 7,5 % sind Moslems; andere Religionsgruppen wie Jains, Sikhs, Christen und Buddhisten bilden zahlenmäßig unbedeutende Randgruppen. Man spricht zumeist Hindi und Rajasthani. Wie im Norden Indiens üblich, ist der männliche Bevölkerungsanteil um knapp 10 % höher als der weibliche; die Alphabetisierungsrate liegt bei 85,7 % und gehört damit zu den höchsten in ganz Indien.

## Wirtschaft
Ursprünglich lebten die Menschen von den geringen Erträgen ihrer Felder, auf denen Hirse sowie manchmal auch Weizen angebaut wurden, sowie von etwas Viehzucht (Schafe, Ziegen, Kamele), wobei die Produktion von Milch und Wolle im Vordergrund standen. Im 20. Jahrhundert hat sich die Stadt zu einem wichtigen regionalen und überregionalen Bildungszentrum entwickelt – hier befinden sich das bedeutende Birla Institute of Technology and Science (BITS), welches im Jahr 1964 in den Rang einer Universität erhoben wurde, sowie weitere Bildungseinrichtungen.

## Geschichte
Pilani war jahrhundertelang nicht mehr als ein größeres Dorf am Rand der Shekhawati-Region, doch führten die Wege der Handelskarawanen südlich am Ort vorbei. Die Entwicklung zur Stadt begann erst im 20. Jahrhundert.

## Sehenswürdigkeiten
Die Stadt hat keinerlei Sehenswürdigkeiten aus älterer Zeit – wichtig ist jedoch der in den Jahren 1956–1960 in traditionellen Stilformen auf dem im Westen der Stadt befindlichen BITS-Gelände erbaute Sarasvati-Tempel (auch Birla-Tempel), dessen Außenwände auch Figuren von Philosophen und Wissenschaftlern zeigen. Außerdem ist ein Wissenschaftsmuseum von Interesse.

## Söhne und Töchter der Stadt
- Siddhartha Kaul (* 1954), Manager, Präsident von SOS-Kinderdorf International
- Nimrat Kaur (* 1982), Schauspielerin